# Квантова ємність
Квантова ємність — додаткова електрична ємність між затвором і двовимірним електронним газом (ДЕГ), що виникає через низьку порівняно з металами густину станів в ДЕГ. Цей термін був вперше введений Сержем Лур'ї (Serge Luryi) у 1987 році для характеристики змін хімічного потенціалу в інверсійних шарах кремнію і ДЕГ в GaAs.

## Графен
Для одновимірного випадку графенових нанотрубок квантова ємність на одиницю довжини визначається виразом
{\displaystyle C_{Q}=2{\frac {e^{2}}{hv_{F}}}},
де {\displaystyle h} — постійна Планка, {\displaystyle v_{F}} — швидкість Фермі.